# بهارات ديناميكس المحدودة
بهارات ديناميات المحدودة (بالهنديةː भारत डायनेमिक्स लिमिटेड) Bharat Dynamics Limited (BDL)) هي واحدة من الشركات المصنعة الذخائر وصاروخ الأنظمة في الهند. تأسست عام 1970 في حيدر أباد، الهند. تم إنشاء الشركة لتكون قاعدة تصنيع لأنظمة الأسلحة الموجهة وبدأ بمجموعة من المهندسين المستمدة من مصانع الذخائر الهندية, دردو والصناعات الفضائية، بدأت بإنتاج الجيل الأول من الصواريخ الموجهة المضادة للدبابات-الفرنسية إس إس 11 بي 1. كان هذا المنتج تتويجا لاتفاقية ترخيص حكومة الهند دخلت مع إيروسباسيال. لدى شركة بهارات ديناميات المحدودة  ثلاث وحدات تصنيع، تقع في كانشانباغ, حيدر أباد؛ بهانور, منطقة ميداك، و فيساخاباتنام، ولاية اندرا براديش. تم التخطيط لوحدتين جديدتين في إبراهيمباتنام، منطقة رانجاردي، تيلانجانا وأمرافاتي، ماهاراشترا.